# Teucholabis (Teucholabis) cariosa
Teucholabis (Teucholabis) cariosa is een tweevleugelige uit de familie steltmuggen (Limoniidae). De soort komt voor in het Neotropisch gebied.